# Oleno Caleno
Oleno Caleno fue un famoso adivino etrusco, de la época de Tarquinio el Soberbio.
Habiéndose hallado, en las excavaciones que se hacían en la roca Tarpeya para levantar un templo a Júpiter, una cabeza humana, creyó aquel monarca que no debía continuar las obras sin antes consultar a los adivinos sobre aquel presagio, pero como ninguno de los de su país acertase a dársela y obedeciendo a indicaciones de los mismos, se dirigió a Caleno quien predijo, según Plinio, la futura grandeza de Roma, si bien antes había intentado hacer recaer la profecía en favor de su país, juego que desbarataron los romanos eludiendo contestar a sus hábiles preguntas, avisados por el mismo hijo de Caleno. 